# Florian Hauer

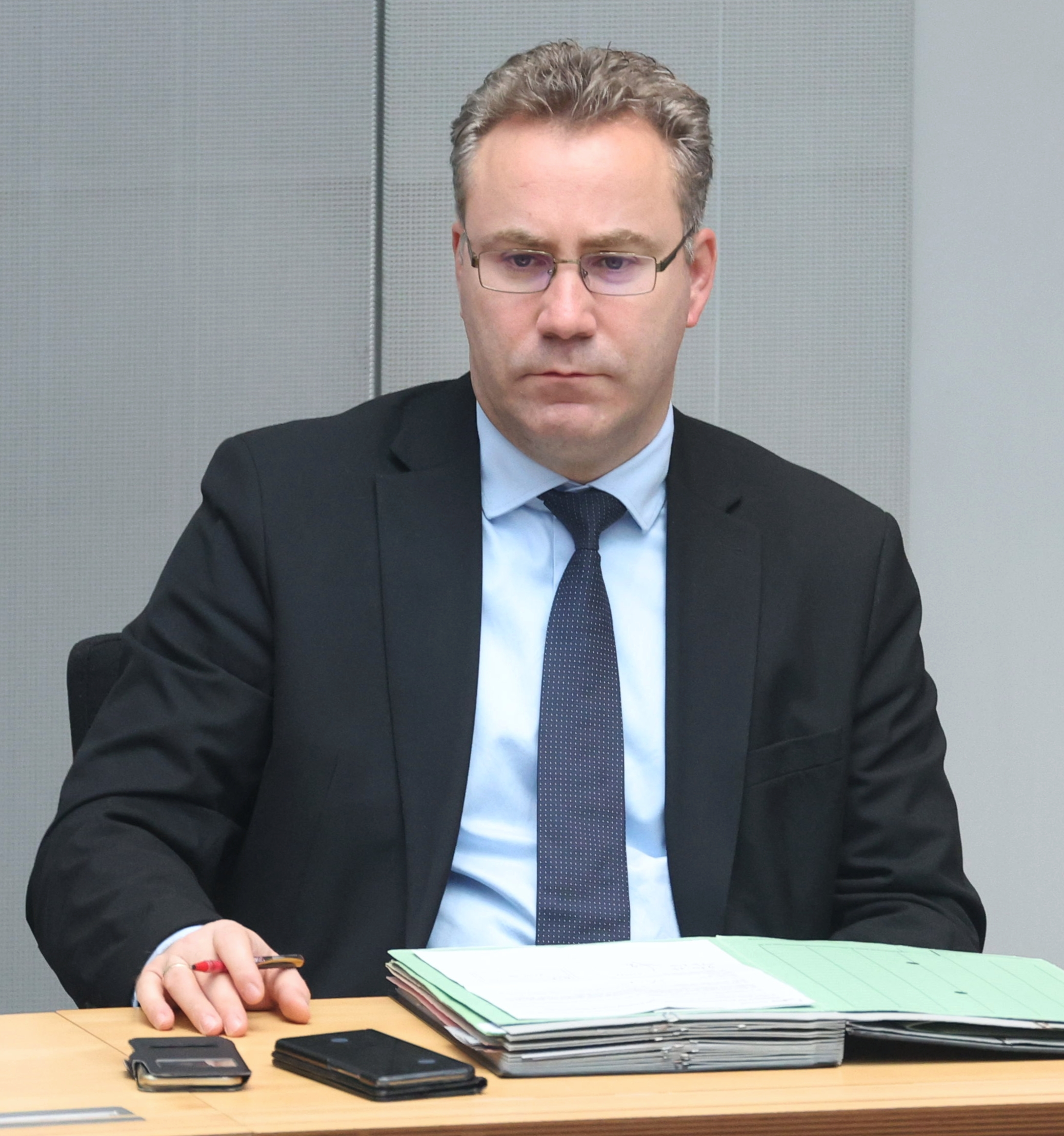
Florian Hauer (2024)

Florian Hauer (* 13. September 1978 in Bremen) ist ein deutscher politischer Beamter (CDU). Er ist seit 2023 Staatssekretär für Bundes- und Europaangelegenheiten und Internationales und Bevollmächtigter des Landes Berlin beim Bund in der Berliner Senatskanzlei.

## Leben

### Ausbildung und Persönliches
Florian Hauer legte 1998 das Abitur ab und leistete von 1998 bis 1999 den Zivildienst. Er studierte von 2000 bis 2005 Rechtswissenschaften an der Humboldt-Universität zu Berlin und legte das erste juristische Staatsexamen 2005 ab. Von 2005 bis 2007 absolvierte er das Rechtsreferendariat am Kammergericht Berlin und legte das zweite juristische Staatsexamen 2007 in Berlin ab. 
Hauer ist Mitglied der CDU. Er ist verheiratet und hat zwei Kinder.

### Laufbahn
Danach war er von 2007 bis 2012 wissenschaftlicher Mitarbeiter bei einem Mitglied des Deutschen Bundestages. Anschließend arbeitete er von April bis Oktober 2012 als persönlicher Referent von Senator Frank Henkel (CDU) in der Berliner Senatsverwaltung für Inneres und Sport. Im Anschluss war er von 2012 bis 2015 Referent im Bundesministerium des Innern. 
Von 2015 bis 2023 war er für eine Tätigkeit als Referent der Parlamentarischen Geschäftsführung der CDU/CSU-Fraktion im Deutschen Bundestag beurlaubt.
Am 28. April 2023 wurde er unter dem Regierenden Bürgermeister von Berlin, Kai Wegner (CDU), zum Staatssekretär für Bundes- und Europaangelegenheiten und Internationales und Bevollmächtigter des Landes Berlin beim Bund in der Berliner Senatskanzlei ernannt.